# 벡터자기회귀모형
벡터자기회귀(VAR)모형은 시간이 지남에 따라 변하는 여러 수량 간의 관계를 캡처하는 데 사용되는 통계 모형이다. VAR은 확률적 프로세스 모델의 한 유형이다. VAR 모형은 다변수 시계열을 허용하여 단일 변수(일변수) 자기회귀 모형을 일반화한다. VAR 모형은 종종 경제학과 자연과학에서 사용된다.
자기회귀 모델과 마찬가지로 각 변수에는 시간 경과에 따른 진화를 모델링하는 방정식이 있다. 이 방정식에는 변수의 지연된 (과거) 값, 모델에 있는 다른 변수의 지연된 값 및 오류 항이 포함된다. VAR 모델은 연립 방정식 이 있는 구조 모델 만큼 변수에 영향을 미치는 힘에 대한 지식이 많이 필요하지 않다. 필요한 유일한 사전 지식은 시간이 지남에 따라 서로 영향을 미친다고 가정할 수 있는 변수 목록이다.

## 자세한 사항

### 정의
VAR 모델은 시간이 지남에 따라 내생 변수라고 하는 k 변수 집합의 발전을 설명한다. 각 기간에는 t = 1, . . ., T . 변수는 길이가 k 인 벡터 y t에 수집된다. (동등하게, 이 벡터는 ( k × 1)- 행렬로 묘사된다.) 벡터는 이전 값의 선형 함수로 모델링된다. 벡터의 구성요소는 y i, t 라고 하며 이는 i 번째 변수의 시간 t 에서의 관측치를 의미한다. 예를 들어, 모델의 첫 번째 변수가 시간 경과에 따른 밀 가격을 측정하는 경우 y 1,1998 은 1998년의 밀 가격을 나타낸다.
VAR 모델은 모델이 사용할 이전 기간의 수를 나타내는 순서 로 특징지어진다. 위의 예를 계속하면 5차 VAR은 매년 밀 가격을 지난 5년간의 밀 가격의 선형 조합으로 모델링한다. 시차는 이전 기간의 변수 값이다. 따라서 일반적으로 p 차 VAR은 마지막 p 기간에 대한 시차를 포함하는 VAR 모델을 나타낸다. p 차 VAR은 "VAR( p )"로 표시되며 때때로 " p lag가 있는 VAR"이라고도 한다. p 차 VAR 모델은 다음과 같이 작성된다.
{\displaystyle y_{t}=c+A_{1}y_{t-1}+A_{2}y_{t-2}+\cdots +A_{p}y_{t-p}+e_{t},\,}
y t −i 형식의 변수는 해당 변수의 값 이 i 시간보다 빠르다는 것을 나타내며 y t 의 "i 번째 지연"이라고 한다. 변수 c는 모델의 절편 역할을 하는 상수의 k 벡터이다. A i는 시불변 ( k × k )-행렬 및 e t는 오류 항의 k- 벡터이다. 오차 항은 다음 세 가지 조건을 충족해야 한다.
1. {\displaystyle \mathrm {E} (e_{t})=0\,} . 모든 오차항의 평균은 0이다.
2. {\displaystyle \mathrm {E} (e_{t}e_{t}')=\Omega \,} . 오류 항의 동시 공분산 행렬 은 k × k 양의 준정부호 행렬은 Ω으로 표시된다.
3. {\displaystyle \mathrm {E} (e_{t}e_{t-k}')=0\,} 0이 아닌 모든 k에 대해. 시간에 따른 상관관계는 없다. 특히, 개별 오차항에는 직렬 상관관계 가 없다.[1]

VAR 모델에서 최대 시차 p를 선택하는 프로세스는 추론이 선택한 시차 순서의 정확성에 의존하기 때문에 특별한 주의가 필요하다.

## 구조적 형태와 축약된 형태

### 구조적 VAR
p lag가 있는 구조적 VAR (때로는 SVAR 로 축약됨)은 다음과 같다.
{\displaystyle B_{0}y_{t}=c_{0}+B_{1}y_{t-1}+B_{2}y_{t-2}+\cdots +B_{p}y_{t-p}+\epsilon _{t},}
여기서 c 0 은 k × 상수로 구성된 벡터 1개, B i는 k × k 행렬(모든 i = 0, ..., p에 대해) 및 ε t는 k × 오차 항으로 구성된 1개의 벡터이다. B0 행렬 의 주대 각항( i 번째 방정식에서 i 번째 변수의 계수)은 1로 스케일링된다.
오차항 ε t ( 구조적 충격 )은 위의 정의에서 조건 (1) - (3)을 충족하며 구조적 충격은 상관관계가 없다.

### 축약형 VAR
구조적 VAR에 B 0 의 역수를 미리 곱하여
{\displaystyle y_{t}=B_{0}^{-1}c_{0}+B_{0}^{-1}B_{1}y_{t-1}+B_{0}^{-1}B_{2}y_{t-2}+\cdots +B_{0}^{-1}B_{p}y_{t-p}+B_{0}^{-1}\epsilon _{t},}
그리고
{\displaystyle B_{0}^{-1}c_{0}=c,\quad B_{0}^{-1}B_{i}=A_{i}{\text{ for }}i=1,\dots ,p{\text{ and }}B_{0}^{-1}\epsilon _{t}=e_{t}}
p 차 축약형 VAR 을 얻을 수 있다.
{\displaystyle y_{t}=c+A_{1}y_{t-1}+A_{2}y_{t-2}+\cdots +A_{p}y_{t-p}+e_{t}}

## 추정모형의 해석
VAR 모델의 속성은 일반적으로 Granger 인과관계, 임펄스 응답 및 예측 오차 분산 분해를 사용하는 구조 분석을 사용하여 요약된다.

## 추정 VAR 모델을 사용한 예측
추정된 VAR 모델은 예측 에 사용될 수 있으며, 예측의 품질은 일변량 자기회귀 모델링에 사용되는 방법과 완전히 유사한 방식으로 판단될 수 있다.

## 적용
크리스토퍼 심스는 VAR 모델을 옹호하여 거시 경제학에서 초기 모델링의 주장과 성과를 비판했다. 그는 이전에 시계열 통계 및 제어 이론의 통계 전문인 시스템 식별 에 등장한 VAR 모델을 추천했다. Sims는 VAR 모델이 경제적 관계를 추정하기 위한 이론 없는 방법을 제공함으로써 구조 모델의 "믿을 수 없는 식별 제한"에 대한 대안이 될 수 있다고 옹호했다. VAR 모델은 일기 데이터 또는 센서 데이터의 자동 분석을 위한 건강 연구에서도 점점 더 많이 사용되고 있다.

## 메모
1. ↑  For multivariate tests for autocorrelation in the VAR models, see Hatemi-J, A. (2004). “Multivariate tests for autocorrelation in the stable and unstable VAR models”. 《Economic Modelling》 21 (4): 661–683. doi:10.1016/j.econmod.2003.09.005.
2. ↑  Hacker, R. S.; Hatemi-J, A. (2008). “Optimal lag-length choice in stable and unstable VAR models under situations of homoscedasticity and ARCH”. 《Journal of Applied Statistics》 35 (6): 601–615. doi:10.1080/02664760801920473.
3. ↑  Hatemi-J, A.; Hacker, R. S. (2009). “Can the LR test be helpful in choosing the optimal lag order in the VAR model when information criteria suggest different lag orders?”. 《Applied Economics》 41 (9): 1489–1500.
4. 1 2  Sims, Christopher (1980). “Macroeconomics and Reality”. 《Econometrica》 48 (1): 1–48. doi:10.2307/1912017. JSTOR 1912017.
5. ↑  van der Krieke;  외. (2016). “Temporal Dynamics of Health and Well-Being: A Crowdsourcing Approach to Momentary Assessments and Automated Generation of Personalized Feedback (2016)”. 《Psychosomatic Medicine》: 1. doi:10.1097/PSY.0000000000000378. PMID 27551988.